# Cirrothauma magna
Cirrothauma magna (лат.) — вид глубоководных осьминогов семейства Cirroteuthidae.
Хрупкий студенистый глубоководный осьминог с рудиментарной раковиной умеренно седловидной формы и треугольными плавниками. Его глаза лишены хрусталиков. Общая длина тела до 170 см, длина мантии до 33 см. Бентопелагический вид, обитающий на глубине от 1300 до 5000 м. Распространён в южной части Индийского океана, восточной части Тихого океана и Центральной Атлантике. Безвреден для человека и не является объектом промысла.